# Оптоволоконний кабель

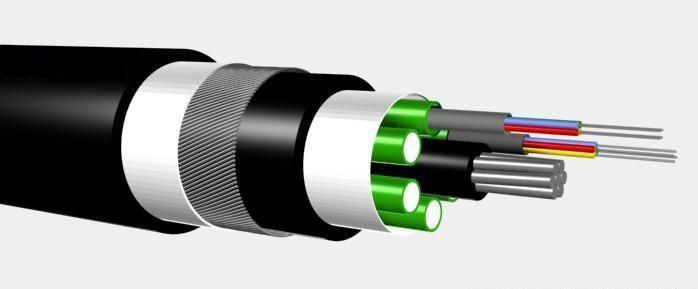
Багатоволоконний оптичний кабель

Оптоволоконний кабель — конструкція з одного або кількох ізольованих один від одного оптичних волокон (оптоволокно), укладених в оболонку. Крім власне оптичних волокон і ізоляції може містити екран, силові елементи та інші конструктивні елементи. Також це фізичний медіум, що складається з певної кількості оптичних волокон, оточених спільною захисною оболонкою, та використовується для передачі світлового потоку.
Оптична кабельна лінія — лінія оптичних сигналів і складається з одного або декількох паралельних кабелів із з'єднувальними, стопорними та кінцевими муфтами (ущільненнями) та кріпильними деталями.
Оптичне волокно складається із:
- серцевини
- оптичної оболонки
- захисного покриття
- буферного покриття (опціонально).

Розрізняють одномодове і багатомодове волокно. Одномодове волокно (SM) найпоширеніших розмірів, буває: 8/125 і 9/125 мкм (це означає: діаметр серцевини — 8 мкм, діаметр волокна — 125 мкм тощо). Багатомодове (MM) найпоширеніших розмірів, буває: 50/125 і 62/125 мкм. Одномодове волокно дешевше за багатомодове, дозволяє передавати оптичний імпульс на великі відстані, з меншим розходженням сигналу на виході, але в той же час прямопередавальне устаткування для нього значно дорожче. Існує також багатомодове волокно з градієнтним профілем у якого зменшені ці недоліки.

## Основні компоненти оптичного кабелю
Оптичні волокна перед їх використанням мають бути покриті захисною оболонкою. Кабельна оболонка — зовнішня захисна структура, що оточує одне або більше волокон. За призначенням оболонка схожа з ізоляцією, що застосовується в мідних кабелях. Кабельна оболонка захищає мідні провідники і волокна від зовнішніх агресивних і механічних впливів, здатних призвести до ушкоджень або погіршення їхніх характеристик. У порівнянні з мідними кабелями, діелектричні волокна не вимагають додаткових видів захисту від електричних розрядів, замикань і полум'я. 

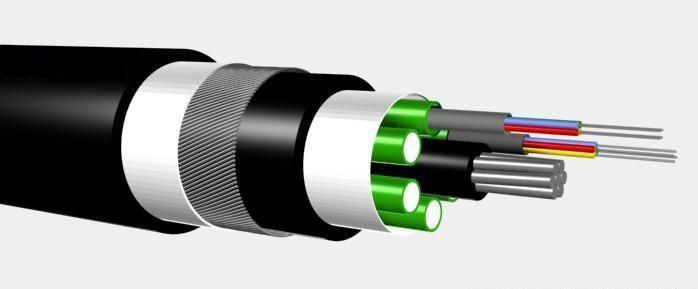
Волоконно-оптичний кабель в захисній оболонці. Схиматичне зображення.

Для будь-якого кабелю важливими характеристиками є межа його міцності на розрив, твердість, термін служби, гнучкість, захищеність від зовнішніх впливів, діапазон робочих температур. 
Оцінка цих характеристик залежить від конкретного застосування. Зовнішній телефонний кабель знаходиться в екстремальних умовах. Він протистоїть мінливим температурним умовам, налипанню льоду, сильному вітрові і гризунам, що ушкоджують його при підземному прокладанні. Очевидно, що він має бути міцніше від кабелю, що з'єднує устаткування всередині телефонного вузла і, що працює в контрольованих умовах. Кабель, що прокладається під килимом в офісі, по якому ходять люди, рухають крісла, має витримувати додаткове навантаження в порівнянні з кабелем всередині стін того ж офісу. 
Конструкція кабелів може бути досить різноманітною, але загальними є такі компоненти: оптичне волокно, буферна оболонка, силовий елемент, зовнішня оболонка. 

## Класифікація
Оптико-волоконні кабелі розрізняють:
- за матеріалом волокна:
  - GOF-кабель (англ. glass optic fiber cable);
  - POF-кабель (англ. plastic optic fiber cable);

- за місцем монтажу:
  - для зовнішнього монтажу (у ґрунт, на повітрі, під водою);
  - для внутрішнього монтажу (всередині дата-центрів);

- за умовами прокладання:
  - для підвісу (кабель із кевларом або тросом);
  - для підвісу на опорах ЛЕП (кабель із захистом від блискавок);
  - для укладання в ґрунт (кабель із бронею із залізних дротиків);
  - для прокладання в кабельній каналізації (кабель із обгортки з гофрованого металу);
  - для прокладання під водою (багатошаровий кабель).

## Буферна оболонка

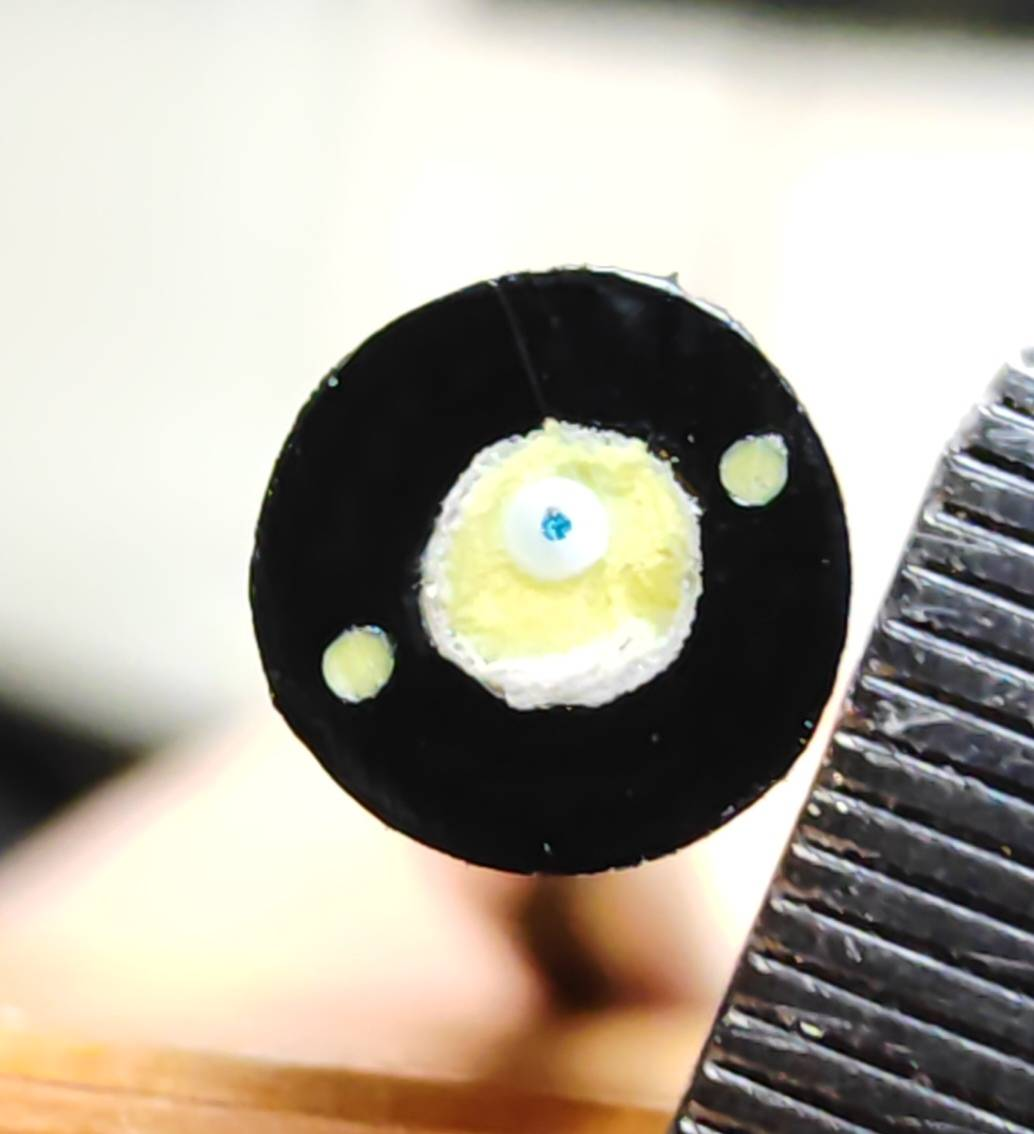
Орієнтовні діаметри: Зовнішня оболонка: 5 мм, зовнішня біла паперова обгортка: ⌀2,5 мм, внутрішня біла пластикова оболонка: ⌀890 мкм, синя оболонка: ⌀250 мкм, оптичне волокно: ⌀150 мкм

Найпростіший вид буфера являє собою пластикову оболонку, розташовану поверх оптичної оболонки. Такий буфер є частиною волокна і наноситься виробниками. Додатковий буфер теж наноситься виробниками кабелів. 
Існує два види кабельних буферів: пустотілий та щільний.
Пустотілий буфер використовує тверду пластикову трубку з внутрішнім діаметром, що у декілька разів перевищує діаметр волокна. Одне або кілька волокон укладаються в цій трубці. Буферна трубка ізолює волокно від іншої частини кабелю і від механічних впливів. Таким чином, буферна трубка стає елементом, що приймає на себе навантаження. Якщо кабель розширюється або стискається при зміні температури, це не робить помітного впливу на волокно. Волокно має нижче значення коефіцієнта теплового розширення в порівнянні з іншими кабельними компонентами, що призводить до меншого його розширення або стискання при зміні температури. Звичайно передбачається деякий надлишок довжини волокна в порівнянні з довжиною трубки, так що кабель може вільно розширюватися, не впливаючи при цьому на волокно. 
Щільний буфер передбачає безпосередній контакт пластикового елемента з волоконною оболонкою. Ця конструкція забезпечує кращий захист від механічних впливів, але не так добре захищає волокно від зміни температури. Оскільки пластик розширюється і стискується в різному ступені порівняно з волокном, стиск, обумовлений спадом температури, може призводити до утворення мікродвигунів. 
Крім того, слід зазначити, що кабель із щільним буфером більш гнучкий і згинається з меншим радіусом кривизни. Остання перевага робить кабель із щільним буфером особливо цінним для внутрішньої проводки, коли вплив температури не є настільки істотним, а гнучкість кабелю дозволяє легко укладати його всередині стін.

## Силова оболонка
Силові елементи підвищують механічну міцність кабелю. В ході і після прокладання, силові елементи приймають на себе розтягуючи напруги, захищаючи від них волокно. Найбільш розповсюдженими силовими елементами є кевларова нитка, сталеві і епоксидні стрижні. Кевлар використовується тоді, коли кожне волокно міститься всередині індивідуальної оболонки. Сталеві нитки і скловолокна застосовуються в багатожильних кабелях. Сталь характеризується кращою механічною стійкістю у порівнянні зі скловолокном, але в ряді випадків необхідним є виготовлення цілком діелектричних кабелів. Сталь, наприклад, притягує розряди блискавки, а скло врятоване від цього недоліку.

## Зовнішня оболонка
Зовнішня оболонка, подібно ізоляції проводу, забезпечує захист від механічного тертя, мастил, озону, кислот, розчинників тощо. Вибір матеріалу зовнішньої оболонки залежить від ступеня необхідного захисту і вартості.
Коли кабель має декілька оболонок і захисних елементів, зовнішній шар часто називається екраном. Тоді зовнішня оболонка захищає волокно безпосередньо, а екран стає додатковим шаром. Ця термінологія є сталою в телефонній індустрії.

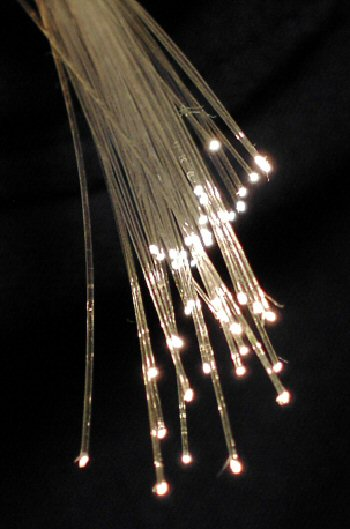
Пучок оптичних волокон

## Внутрішні кабелі
До кабелів, призначених для внутрішньої проводки, належать: симплексні; дуплексні; багатожильні кабелі; кабелі для важких, легких умов, для експлуатації і роботи під тиском, пожежобезпечні кабелі.
Волоконно-оптичні кабелі звичайно підрозділяють відповідно до цієї класифікації, хоча деякі категорії частково збігаються.
Кабелі для легких умов експлуатації мають застосування: з'єднання устаткування, з'єднання устаткування в межах одного приміщення, з'єднання робочих станцій з настінними або напольними розетками, прокладання в будинках на коротку відстань, об'єднання в комутаційні панелі і розподільні щити.
Призначення кабелів: забезпечення робочого місця («fiber-to-the-desk»), під'єднання вузлів комунікацій у шафах та панелях.
Конструктивні особливості: м'які, еластичні оболонки, елементи жорсткості у вигляді армідних волокон, гнучкий та щільний буфер (забезпечує просте приєднання конектора).
Пожежобезпечні кабелі мають застосування: вертикальне і горизонтальне міжповерхове прокладання, використання поза приміщенням за певних умов, застосування при розміщенні з'єднувачів безпосередньо на або пристроях, комутаційних панелях.
Призначення кабелів: прокладання у внутрішніх магістралях будинків, вертикальних шахтах всередині будинків (клас Riser), у сухих каналах трубопроводах.
Конструктивні особливості: щільний буфер (забезпечує просте приєднання конектора), гнучка та легка конструкція (простий монтаж), елементи жорсткості у вигляді армідних волокон, внутрішні та зовнішні оболонки з термопластику, діелектричний центральний елемент жорсткості, стандартні кольори — блакитний, помаранчевий, зелений, коричневий, сірий, білий, червоний, чорний.
Подвійні і зчетверені кабелі для локальних мереж мають застосування: офіси і приміщення для устаткування, з'єднувачі з настільними пристроями.
Кабелі для важких умов експлуатації мають застосування: з'єднання устаткування в межах одного приміщення, використання поза приміщеннями за певних умов, кабельні мережі будинків.
Кабелі для прокладання в порожнинах мають застосування: прокладання між приміщеннями й у фальшпідлогах, кабельні мережі будинків, міжповерхові з'єднання і комутаційні центри, прокладання всередині будинків
Пластикові кабелі мають застосування: оптичне спостереження, дешеві волоконно-оптичні з'єднання, підключення зовнішнього устаткування, промислові системи керування
Симплексні кабелі містять одне волокно. Симплекс — термін, використовуваний в електроніці для позначення односпрямованого каналу передачі. Оскільки одне волокно дозволяє передавати сигнал тільки в одному напрямку від передавача до приймача, симплексний кабель служить тільки для одноканальної передачі.
Дуплексні кабелі містять два оптичних волокна. Дуплекс означає наявність двох каналів передачі. Одне волокно передає сигнал в одному напрямку, а інше — у протилежному. (Дуплексний режим роботи можна створити за допомогою двох симплексних кабелів.)
У дійсності дуплексний кабель являє собою два симплексних кабелі з об'єднаною зовнішньою оболонкою і подібний відомому електричному кабелю для прокладання всередині приміщень, часто симплекс називається «локшиною». Спеціальна нитка для поділу двох проводів дуплексного кабелю дозволяє легко розділити його на симплексні кабелі.
Використання дуплексного кабелю замість двох симплексних обумовлено також розуміннями зручності. Проводка дуплексного кабелю також гарантує велику надійність кабельної системи, оскільки імовірність, що обидва канали вийдуть з ладу, мінімальна. Нагадаємо, що силовий кабель типу «локшина», використовуваний у настільній лампі, також є дуплексним і дозволяє легко розділити його на два проводи. Однак один провід такого кабелю не може забезпечити роботи електричної лампочки, рівно як і в дуплексному волоконно-оптичному кабелі.
Багатопровідні кабелі містять більше двох волокон. Волокна звичайно використовуються попарно, що дозволяє передавати сигнал в обох напрямках, наприклад, десятижильний кабель, дозволяє організувати п'ять дуплексних ліній передачі сигналу.
Багатопровідні кабелі часто складаються з декількох порожніх кабельних трубок, що містять одне або декілька волокон. Ідентифікація волокон у такого роду кабелях здійснюється по трубках, що мають кольорове маркування. Такі трубки розташовуються в кабелі навколо центрального силового елемента зі сталі або скловолокна. Такий пристрій забезпечує захист волокон при вигині кабелю.
Конструкція кабелю залежить від його застосування. Існує чотири основних види:
- для легких умов експлуатації;
- для тяжких умов експлуатації;
- для прокладання в порожнинах;
- для вертикальної проводки.

Кабелі для тяжких умов експлуатації мають щільнішу зовнішню оболонку в порівнянні з кабелями для легких умов, що не висуває особливих обмежень при прокладанні.
Порожнини — вузький простір між стінками, під підлогою й у стелі, часто використовуються для проводки сигнальних, силових і телефонних ліній. Звичайно в порожнинах може легко поширитися полум'я під час пожежі в будинку.
Зазначені матеріали, що застосовуються для виготовлення зовнішніх оболонок, виділяють під час горіння шкідливий дим.
Кабелі для вертикальної проводки використовуються для прокладання між поверхами будинку. Такі кабелі мають конструкцію, що запобігає поширенню полум'я між поверхами.

## Розділювані кабелі

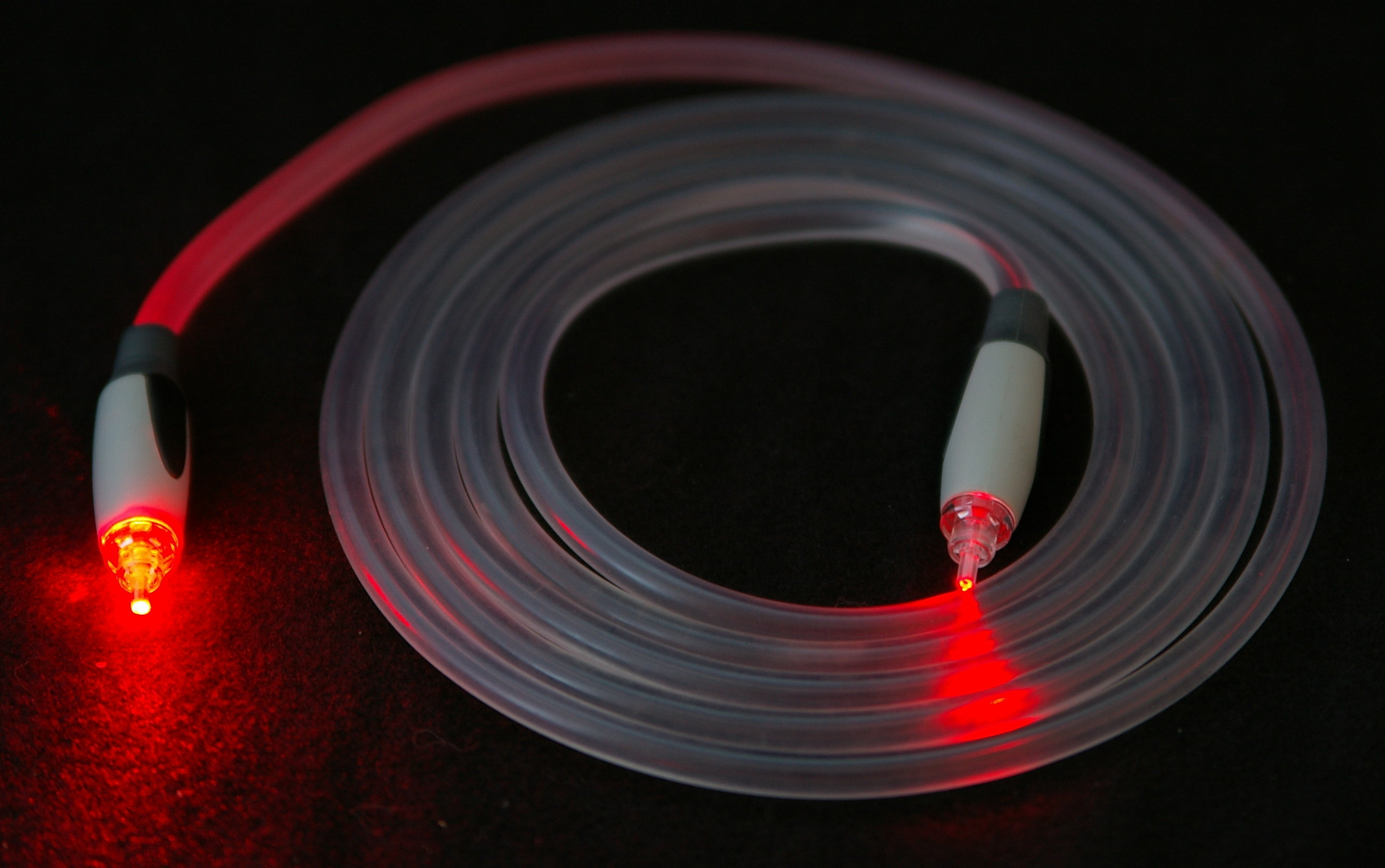
Волоконно-оптичний освітлювач

Цей тип кабелю складається з декількох симплексних кабелів, укладених у загальний екран. Кабель містить дві діелектричні вставки, що дозволяють зафіксувати симплексні кабелі всередині зовнішнього екрана, і майларову оболонку, що охоплює як симплексні кабелі, так і діелектричні вставки. Зовнішній екран має витяжний нейлоновий трос, що дозволяє легко і швидко його знімати. Особливість розділюваного кабелю полягає в незалежному використанні компонуючих його симплексних кабелів, що можуть мати різну довжину. Кабель даного типу звичайно має два або чотири симплексних кабелі, хоча можлива і більша кількість.
Кабелі для зовнішнього прокладання мають відповідати жорсткішим навколишнім умовам, ніж внутрішні кабелі. Монтаж зовнішніх кабелів здійснюється декількома способами.
Підвіска: кабель натягається між телефонними стовпами.
Безпосереднє прокладання: кабель укладається у відриту траншею і засипається землею.
Пряме прокладання: кабель також укладається в землю, але у спеціальних кабельних каналах.
Підводне прокладання: кабель укладається під водою, у тому числі для трансокеанічного застосування.
Кабелі даного типу мають бути більш міцними і довговічними, тому що піддаються різним екстремальним впливам. Більшість кабелів має додаткові захисні екрани. Наприклад, сталева оболонка використовується для запобігання від гризунів, що можуть перегризти як зовнішній екран, так і саме волокно. В інших конструкціях як наповнювач порожніх кабельних трубок для витиснення повітря використовується гель. Крім того, наповнення кабельної трубки гелем запобігає просочуванню води всередину кабелю. Під час відсутності гелю вода може потрапити всередину кабелю, а при замерзанні розширитися і пошкодити кабель. Щоб уникнути цього, волокно міститься в «плаваючому» стані — всередині трубки, наповненої незамерзаючим гелем.

## Швидкість поширення та затримка
Оптичні кабелі передають дані зі швидкістю світла у склі. Це швидкість світла у вакуумі, поділена на показник заломлення використовуваного скла, зазвичай близько 180 000 - 200 000 км/с, що дає 5,0 - 5,5 мікросекунд затримки на кілометр. Таким чином, час затримки на 1000 км становить близько 11 мілісекунд .

## Додаткові характеристики кабелів
Кабелі поставляються споживачу на котушках різної ємності від 1 до 2 км, хоча для одномодових кабелів можливі довжини від 5 до 6 км. Великі довжини вимагаються для систем передачі на далекі відстані, коли число зрощувань кінців кабелів, змотаних з різних котушок, є великим. Крім того, кожне зрощування додає в систему втрати. Великі довжини кабельних сегментів припускають меншу кількість зрощувань і менші втрати.
При виготовленні оболонок або буферних трубок часто використовується кольорове маркування, що дозволяє легко ідентифікувати кожне волокно. У довгій лінії потрібно бути впевненим, що волокно А з першого відрізку кабелю з'єднується з волокном А з іншого відрізку, В з В, C з C і т. д. Кольорове маркування полегшує ідентифікацію волокон.
Більшість постачальників кабелю специфікують максимально припустимі розтягуючи навантаження. Звичайно вказуються два типи навантаження. Навантаження при прокладанні є короткочасним видом навантаження, що може бути прикладеним до кабелю під час його прокладання. Це навантаження включає зусилля, необхідне для протягання кабелю в кабельних каналах, навколо кутів і т.ін. Максимальне значення специфікованого навантаження в залежності від застосування обмежує довжину відрізку кабелю при прокладанні. При цьому необхідно заздалегідь акуратно прораховувати процес прокладання, щоб не допустити перенапруги у волокні.
Другий вид специфікованого навантаження називається робочим, або довгостроковим навантаженням. Після завершення прокладання кабель не може тривало витримувати настільки ж високий рівень навантаження як при прокладанні. Тому специфіковане робоче навантаження менше за навантаження при прокладанні. Робоче навантаження також називається статичним.
Навантаження при прокладанні і робоче навантаження вказуються в ньютонах (Н). Припустимі навантаження залежать від пристрою кабелю і його запланованого застосування. Типові специфіковані значення для симплексного внутрішнього кабелю становлять 1112Н у процесі прокладання і 44Н у робочому режимі.
Волоконно-оптичні кабелі іноді містять мідні проводи (пари проводів). Такі проводи можуть бути використані для звичайних завдань комунікації, але вони також мають два інших досить популярних застосування. По-перше, для зв'язку між персоналом під час прокладання, особливо в місцях, де немає телефонних ліній. Персонал, що займається тестуванням якості оптичного з'єднання, має постійно мати зв'язок з офісом, віддаленим на кілька кілометрів. В офісі знаходиться тестувальна апаратура, що дозволяє проаналізувати якість встановлюваних з'єднань. По-друге, для підведення живлення до електронних пристроїв різного типу, що облаштовуються у волоконно-оптичних лініях (наприклад, повторювачі).
У більшості кабельних систем використовуються оптичні волокна різних видів і розмірів. Наприклад, діаметр буферної волоконної оболонки становить 250 або 900 мікрометрів. Ця оболонка дозволяє використовувати волокна типу: 8/125, 50/125, 62.5/125, 85/125 або 100/140 мікрометрів. Кожен з цих типів волокон може бути розрахований на різні типи загасання і ширину смуг пропускання, відповідаючи конкретним вимогам. У кабелях з буферною оболонкою у вигляді порожньої трубки, в одній трубці може знаходитися одне і більше волокон. Жодний з цих факторів не впливає істотно на конструкцію кабелю. Будь-яка конструкція може бути легко видозмінена.
В міру розвитку волоконно-оптичної технології все частіше виникало питання про найбільш універсальні характеристики багатоходових волокон. У центрі уваги знаходилися загасання, частотна смуга пропускання, числова апертура NA, простота і вартість пристроїв для введення світлового сигналу в кабель і т. д.
«Переможцем» стало волокно 62,5/125 мкм, що є специфікованим і найкращим для практично всіх областей застосування, включаючи побутову техніку, локальні комп'ютерні мережі, з'єднання між серверами тощо
Одномодові волокна дотепер є найкращими для передачі сигналу на далекі відстані, де потрібна висока швидкість, у той час як волокна типу 50/125 і 100/140 мікрометрів знаходять достатньо широке застосування в мережах локального масштабу.